# Tubo de lava

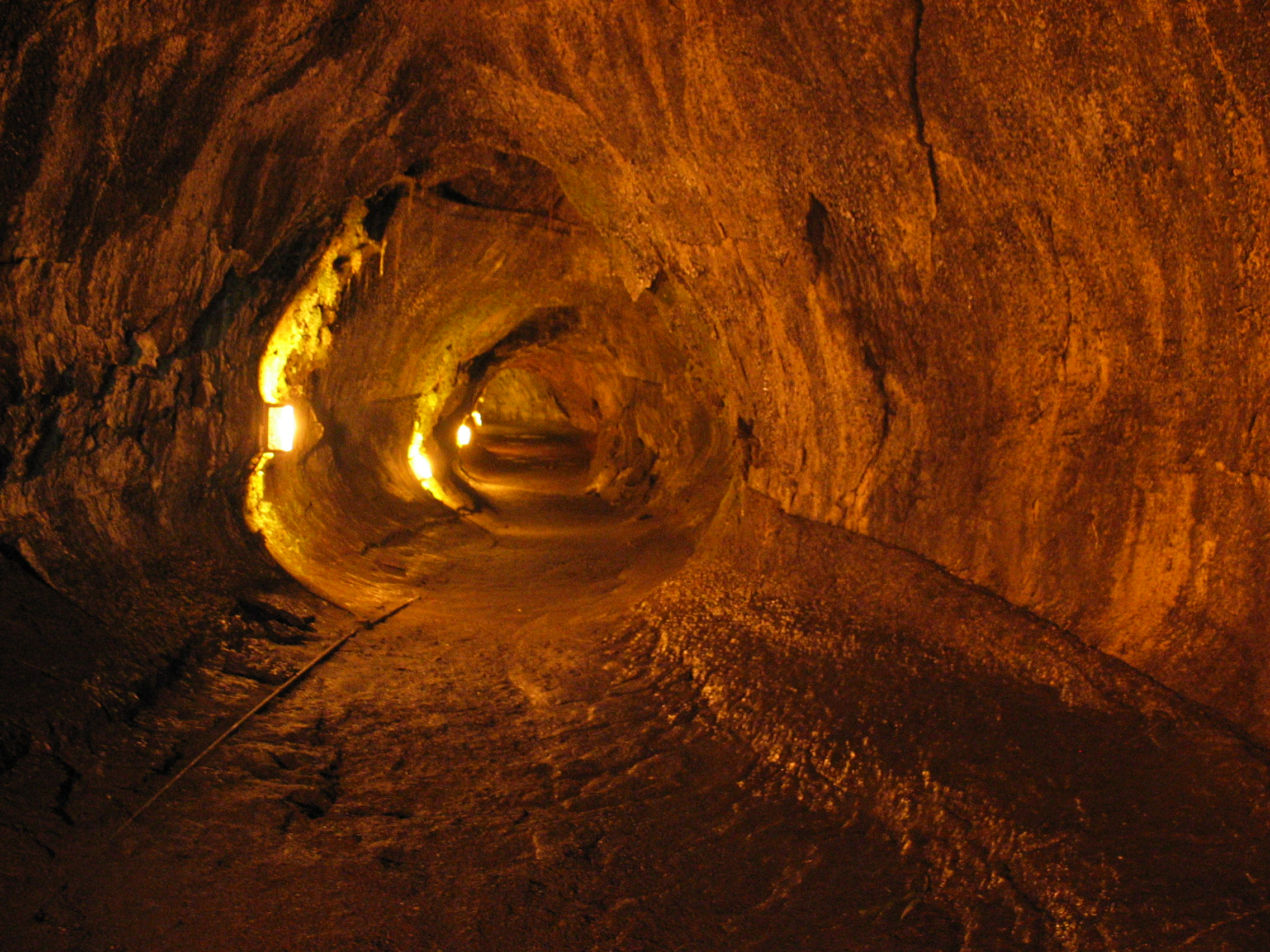
Tubo de lava Thurston no Hawaii Volcanoes National Park. A faixa mais espessa na parede direita indica o nível do fluxo de lava que ocorreu neste tubo durante um período.

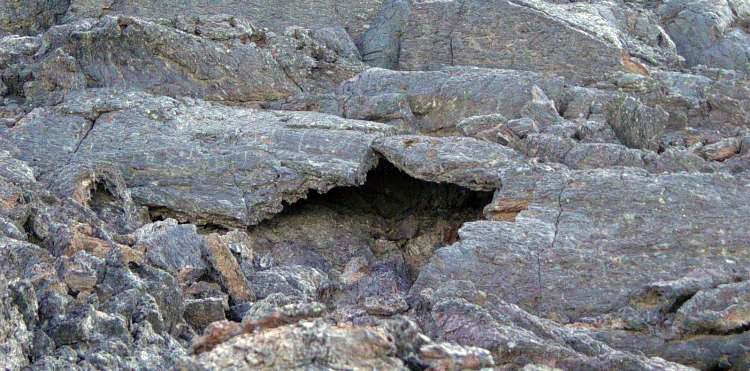
Tubo de lava em fluxo pahoehoe no Craters of the Moon National Monument, Idaho, EUA

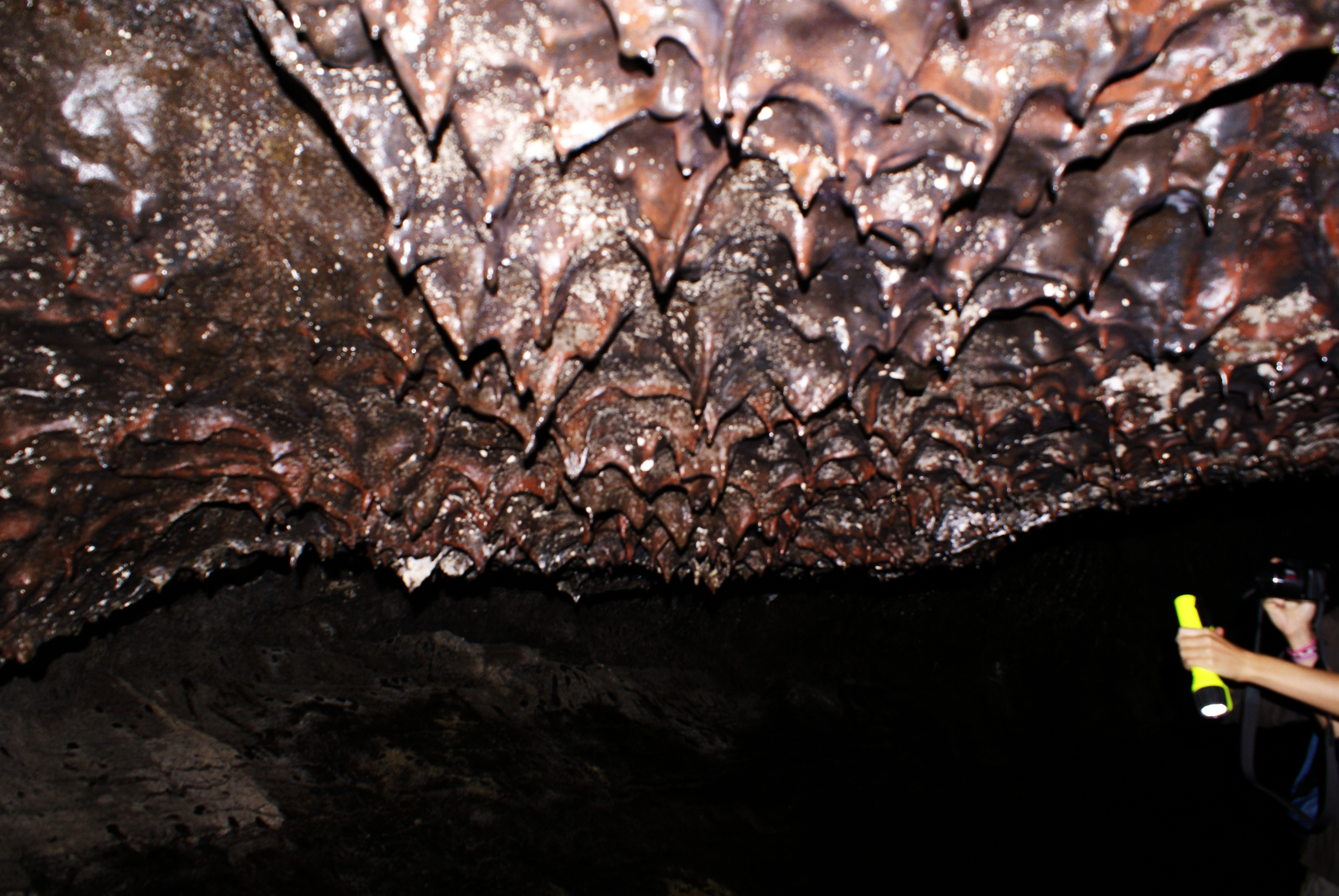
Estalactites lávicas de bagacina vermelha, Gruta das Torres, ilha do Pico, Açores.

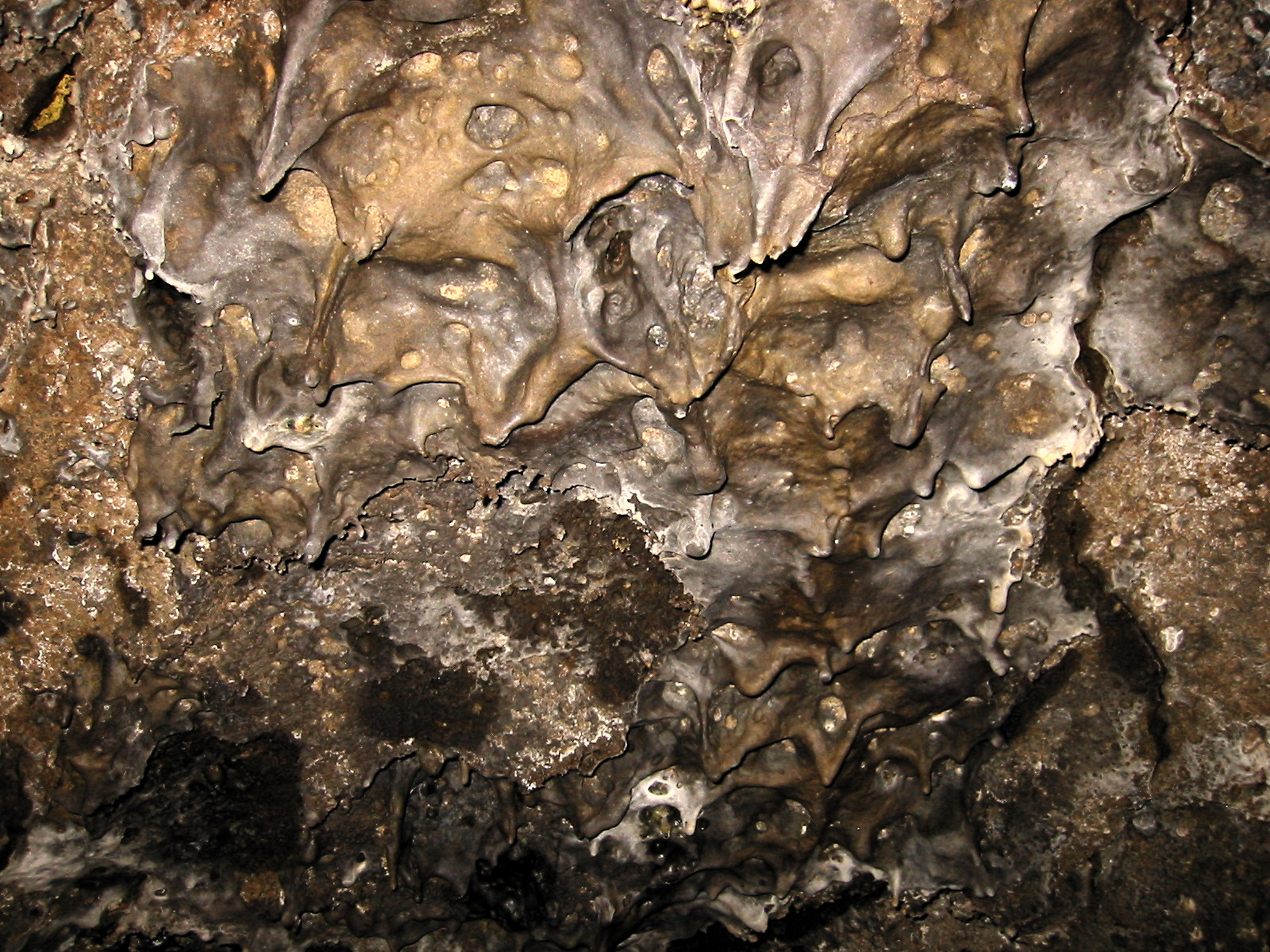
Formações de lava semelhantes a estalactites na caverna Mushpot (Califórnia, EUA.)

Tubos de lava são condutos naturais através dos quais a lava chega à superfície em um fluxo de lava, expelido por um vulcão em erupção. Eles podem estar ativos quando a lava ainda flui em direção à superfície, ou extintos, o que significa que o fluxo de lava cessou e a rocha esfriou, deixando um longo canal, semelhante a uma caverna. Uma vez que esses tubos são formados simultaneamente à rocha que os envolve, diz-se que são cavernas primárias.

## Formação
Tubos de lava se formam de duas formas: pela solidificação de crostas sobre canais de lava e em derramamentos de lava pahoehoe, onde a lava flui sob a superfície.
A lava usualmente deixa o ponto de erupção e corre sobre a superfície em canais, que tendem a se manter muito quentes, enquanto as superfícies e o ar que os envolvem estão muito mais frios. A superfície do derramamento, ao entrar em contato com o ar, que está muito mais frio, se solidifica criando uma crosta que age como um excelente isolante térmico para que o fluxo de lava possa manter sua temperatura no subsolo. Este é um mecanismo muito frequente na maiorias das escoadas basálticas e permite que a lava alcance grandes distâncias, podendo inclusive desaguar no mar após fluir somente pelo interior do tubo. Este tipo de tubo de lava costuma se iniciar próximo ao ponto de erupção.
A crosta de lava solidificada se converte no teto do tubo que passa a se esvaziar à medida que o fluxo de lava diminui. Pouco a pouco, a vazão de lava diminui e uma cavidade é formada entre o teto sólido e o rio de lava incandescente. Dependendo do tempo de atividade do tubo, ele adquirirá maiores dimensões e maior complexidade morfológica, podendo criar diversos caminhos.
Em pontos mais distantes do ponto de erupção, a lava pode fluir em uma forma diferente, sem formação de canais, à medida que ela deixa sua fonte (em geral um outro tubo do primeiro tipo, que conduz a lava a partir do ponto de erupção) Este tipo de escoamento é chamado Pahoehoe que apresenta uma superfície macia e encordoada. A lava continua a fluir nessa forma até que seu resfriamento em contato com a atmosfera faz com que comece a bloquear o ponto de saída. Neste ponto, a lava sob a superfície ainda está quente o suficiente para encontrar outro caminho e irromper em outro ponto, que passa a ser a nova fonte. A lava flui sob a crosta solidificada, do ponto de saída anterior em direção à nova fonte, à medida que a lava externa do pahoehoe esfria. Isso forma um canal subterrâneo que se torna um tubo de lava.

## Características
Um campo de lava normalmente constitui de um tubo de lava principal e de uma série de tubos menores, que fornecem lava para o fluxo. Quando o fornecimento de lava termina no fim de uma erupção ou quando a lava é desviada para outro caminho, a lava no interior dos tubos é drenada e deixa condutos parcialmente vazios sob a terra.
Estes tubos drenados costumam apresentar marcas em suas paredes que indicam o nível que a lava alcançou em diversas erupções. Além disso, os tubos costumam ter chão plano. Algumas também têm o teto plano. Estalactites de lava que caem do teto são raros nesse tipo de caverna. No entanto algumas pequenas formações de lava formam-se quando o fluxo se retrai e a lava viscosa no teto pinga enquanto resfria. Respingos são formados quando a lava espirra sobre as paredes do tubo.
O diâmetro do tubo pode variar entre 1 e 10 metros e podem atingir vários quilômetros.. Sendo um mecanismo corrente de formação, é comum encontrar esse tipo de cavernas em regiões de origem vulcânica, como o Havaí (EUA), o Quênia e as Ilhas Canárias  (Espanha), onde se localizam os maiores tubos vulcânicos já registrados:
- A caverna Kazumura - Olaa Cave System, na Ilha Havaí, próxima a Hilo, tem  65 km de comprimento e desnível de 1.101 m. Localiza-se na encosta oriental do vulcão Kilauea.
- Um tubo da erupção de 1859 do Mauna Loa, também no Havaí, entra no oceano a 50 km do ponto de erupção.
- O Sistema Viento - Sobrado, na encosta norte do vulcão Teide, na ilha de Tenerife, Canárias, é constituído pela união, através de um sistema de labirintos, de dois tubos próximos, tem mais de 18 km de extensão cartografada e cerca de 480 m de desnível.